# Alija Bet
Alija Bet (hebräisch עֲלִיָּה ב׳ ʿAlijjah Bejt, deutsch ‚Aufstieg B‘, Plene: עלייה ב׳, siehe unten Bedeutung dieser Bezeichnung) war der Codename für die Einwanderung tausender Juden aus Europa in das britische Mandatsgebiet Palästina von 1934 bis zur Staatsgründung Israels 1948. Da die britische Regierung für die Einwanderung von Juden (Alijjah) strikte Quoten festgelegt hatte bzw. zeitweise jede Einwanderung vollständig verboten hatte, war die Einwanderung jenseits der Quoten nach britischem Recht illegal. Ihr begegnete die Mandatsmacht dadurch, dass jüdische Flüchtlinge aufgegriffen und in Internierungslager in Britisch-Zypern verbracht wurden. Einwanderung von Arabern ins Mandatsgebiet von außerhalb Palästinas war nicht beschränkt.

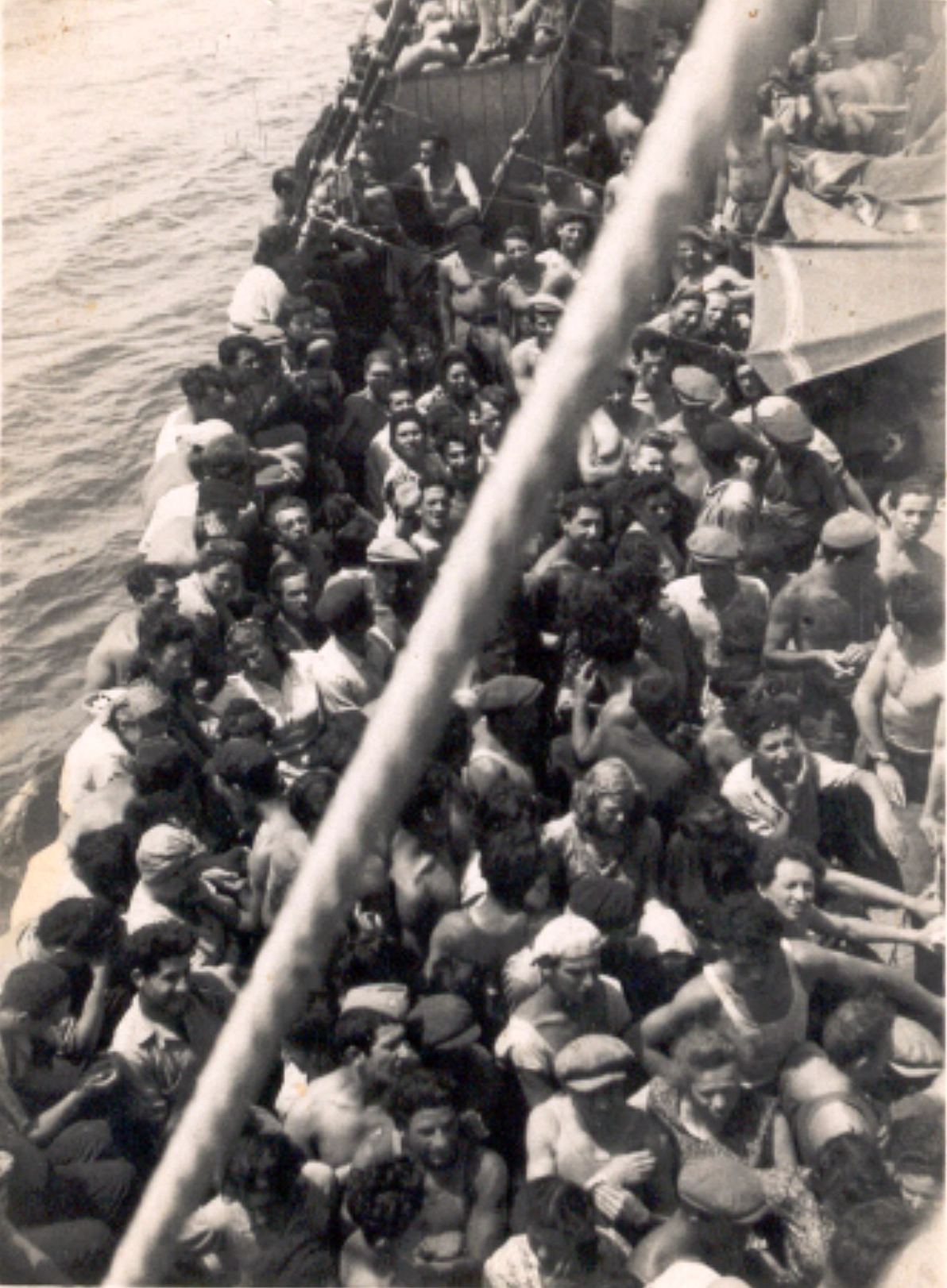
Jüdische Immigranten an Deck eines Flüchtlingsschiffs (vermutlich Hatikva oder Mered HaGetaot), Mai 1947.

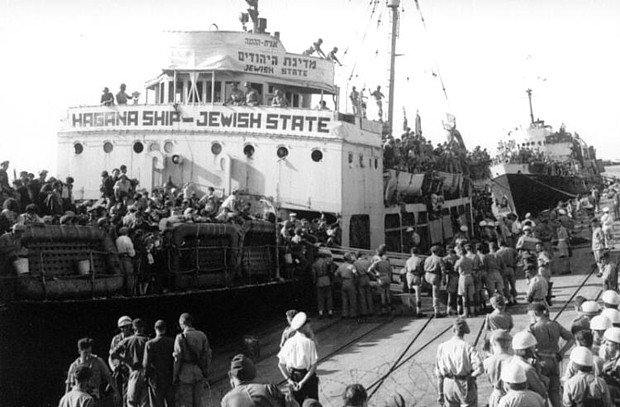
Das Hagana-Schiff Jewish State im Hafen von Haifa, 1947

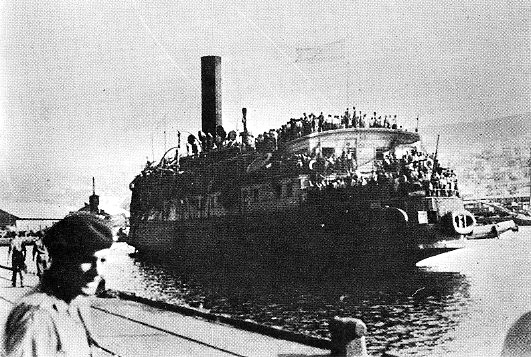
Die Exodus bei ihrer Ankunft im Hafen von Haifa, 20. Juli 1947

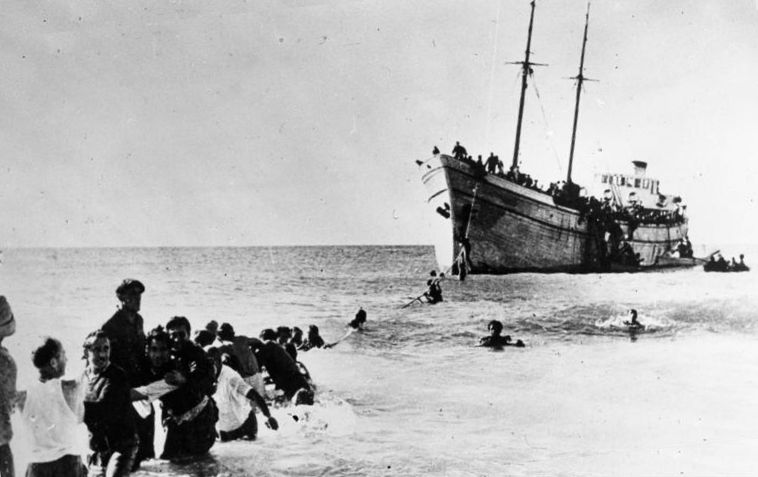
Durchbruch der Blockade Palästinas mit der United Nations durch jüdische Einwanderer und Landung in der Nähe von Naharija, 1948

## Bedeutung der Bezeichnung
Die Bezeichnung Alija Bet setzt sich aus Alijjah (Aufstieg, abgeleitet von Wallfahrten ins hoch gelegene Jerusalem zur Feier jüdischer Pilgerfeste), das im modernen Sprachgebrauch synonym für jüdische Einwanderung steht, und dem Kürzel des Buchstaben Bejt / ב׳ / ‚B.‘ zusammen. Das Kürzel ב׳ steht für עֲלִיָּה בִּלְתִּי-לֵגָלִית ʿAlijjah biltī-legalīt, deutsch ‚illegale Alijjah‘. Der Buchstabe Bejt hat als zweiter Buchstabe des hebräischen Alphabeths auch den Zahlwert 2 und kann daher auch als Ordinalzahl gelesen werden, als Zweit-Alija, quasi als Schattenphänomen zur ersten, legalen Einwanderung von Juden.
Im heutigen Israel wird diese Einwanderung jüdischer Flüchtlinge auch als ha-Haʿəppalah / הַהַעְפָּלָה / ‚die Bergbesteigung‘ bezeichnet, da die Mandatsmacht eine legale Alijjah (Aufstieg ins hoch gelegene Jerusalem) verwehrte, war nur eine Einwanderung unter erschwerten Bedingungen machbar, so wie eine Bergbesteigung schwieriger ausfällt, als ein regulärer Aufstieg auf ansteigendem Pilgerweg.

## Die Lage der Juden in Europa
Das Weißbuch von 1939 sah für einen fünfjährigen Zeitraum die Einwanderung von maximal 75.000 Juden nach Palästina vor. Die Kriegsumstände erlaubten es zudem nur wenigen Juden, aus dem deutsch besetzten Europa und damit vor dem Holocaust zu fliehen. Die Lage änderte sich durch die Befreiung Europas durch die Alliierten und das Ende des Krieges 1945. Viele Holocaust-Überlebende (hebräisch שְׁאֵרִית הַפְּלֵטָה Schə'erīt ha-Pleṭah, deutsch ‚Rest des Entrinnens‘) versuchten nun, aus den Ländern, in denen sie der Verfolgung ausgesetzt gewesen waren, zu entkommen und nach Palästina zu gelangen. Rund 250.000 Juden, häufig im Zustand extremer Unterernährung und Auszehrung, waren nach ihrer Befreiung aus Konzentrationslagern oder Verstecken zunächst so genannte Displaced Persons, die sich einige Zeit in DP-Lagern, die Briten und US-Amerikaner in ihren Besatzungszonen eingerichtet hatten, aufhielten, oder gelangten aus osteuropäischen Staaten mit der Untergrundbewegung Brichah nach Palästina. Während General Patton zunächst daran dachte, die überlebenden osteuropäischen Juden wieder in ihre Heimat zurückzuführen, stieß diese Idee meist auf deren Widerstand. Ganz Ost- und Ostmitteleuropa stand unter sowjetischer Besatzung, außerdem kam es mit Pogromen wie jenem von Kielce 1946 zu dramatischen Ausbrüchen des Antisemitismus in Polen. Die humanitäre Unterstützung wurde überwiegend von der UNRRA geleistet; in Deutschland richtete die britische Besatzungsmacht als zentrales Aufnahmelager für jüdische DPs das DP-Camp Belsen ein, während in der US-amerikanischen Besatzungszone in Deutschland die Juden auf unterschiedliche Lager verteilt wurden. Während die britischen Besatzungsbehörden die Juden in ihrer Besatzungszone in Deutschland unter strikter Kontrolle und Beobachtung hielten, gerade auch um eine massenhafte Einwanderung nach Palästina zu vermeiden, gewährten die US-Behörden ihnen in ihrer Zone möglichst umfassende Freiheiten und Unterstützung. Die Unterbringung jüdischer Überlebender als Displaced Persons auf dem Gelände ehemaliger Konzentrations- oder Kriegsgefangenenlager wurde in der amerikanischen Berichterstattung als unzumutbar empfunden – zumal die erneut Internierten mangels anderer Kleider oft noch die alte Lagerbekleidung trugen –, was mit dazu beitrug, dass General Patton im September 1945 durch Eisenhower abgelöst wurde.
Die Juden selbst begannen sich unterdessen zu organisieren. Bereits am 25. Juli 1945 trafen Delegationen aus verschiedenen DP-Lagern zu einer gemeinsamen Konferenz im DP-Lager St. Ottilien zusammen, wo ein 14-Punkte-Programm erarbeitet wurde, das insbesondere die Schaffung eines jüdischen Staates in Palästina entsprechend der Balfour-Deklaration vorsah. Ein Zentralkomitee der befreiten Juden wurde ins Leben gerufen, das von den US-Militärbehörden am 7. September 1946 in Frankfurt am Main als Verhandlungspartner akzeptiert wurde. Während sich lediglich rund 10.000 Juden – oft solche, die aus deutschen oder deutschsprachigen Familien stammten – dazu entschlossen, in Deutschland zu bleiben, gingen rund 80.000 in die Vereinigten Staaten, 136.000 erreichten dagegen trotz aller Hindernisse das als Gelobtes Land empfundene Palästina.

## Die Organisation der Einwanderung
Es stellte sich das Problem der praktischen Umsetzung der Einwanderung über mehrere tausend Kilometer hinweg und möglichst ohne dabei von den Briten beobachtet zu werden. Hierfür wurde der Mossad le Alija Bet geschaffen, der die entsprechenden Aufgaben koordinierte und der als ein Zweig der Hagana, also jüdischer Milizen, angesehen werden kann. Zu den wichtigsten Aufgaben dieser Organisation gehörte das Beschaffen von Schiffen, mit denen die Flüchtlinge über das Mittelmeer nach Palästina reisen konnten, da eine Einreise auf dem Landweg zu unpraktikabel erschien. Als erste Sammelstellen in Deutschland waren die DP-Lager von Bad Reichenhall und Leipheim im US-amerikanischen sowie das von Gailingen in der Französischen Besatzungszone in Deutschland vorgesehen. Von hier aus ging die Reise in Lastwagen, per Bahn oder auch auf Fußmärschen nach Italien und Südfrankreich, wo die Schiffe die Flüchtlinge, unter ihnen auch viele Frauen und Kinder, aufnahmen. US-amerikanische, französische und italienische Stellen stellten sich dieser Wanderungsbewegung nicht entgegen, stellenweise gaben sie sogar logistische Unterstützung. Insgesamt standen den Juden 120 Schiffe zur Verfügung, die 142 Überfahrten von Südeuropa nach Palästina unternahmen, so dass bei über 100.000 Flüchtlingen im Schnitt rund 1.000 Passagiere pro Schiff reisen konnten, manche Schiffe nahmen aber auch ein Vielfaches davon auf und waren entsprechend hoffnungslos überladen, was zu zum Teil unhaltbaren Zuständen an Bord führte. Zu diesen Schiffen gehörten die Struma, oder die bekannte Exodus, die am 11. Juli 1947 mit nicht weniger als 4.515 Passagieren in Sète in Südfrankreich ablegte. Wie andere Schiffe vorher wurde auch die Exodus vor der palästinensischen Küste von britischen Kriegsschiffen gestoppt und die Passagiere sollten angeblich in Zypern interniert werden. Die Briten hatten hier Lager bei Famagusta, Nikosia, Dekelia und Xylotymbou eingerichtet, die nach Aufnahme von 50.000 Juden an ihre Kapazitätsgrenzen stießen und durch das Bild von Juden hinter Stacheldraht die Weltöffentlichkeit gegen das britische Vorgehen aufbrachte. Dies umso mehr, als die Briten die Flüchtlinge der Exodus im Rahmen der Operation Oasis erst nach Frankreich und später nach Deutschland zurückbrachten, wo sie in Hamburg an Land gesetzt und in britische DP-Lager verbracht wurden, unter anderen ins Lager Pöppendorf in Lübeck. Solche Maßnahmen und die Tatsache, dass bei den Überfahrten über 1.600 Flüchtlinge im Mittelmeer ertranken, führte auch in Großbritannien zunehmend zum Umdenken. Der internationale Druck sorgte dafür, dass sich die Briten bereiterklärten, das Völkerbundmandat für Palästina im Mai 1948 aufzugeben. Mit der Gründung des Staates Israel war auch die Einwanderung legalisiert und jüdische Flüchtlinge waren nicht länger auf konspirative Methoden angewiesen. Die Alija setzte sich auch in den folgenden Jahren fort, nahm allerdings an Intensität allmählich ab und betraf auch weniger die Juden in Europa, sondern jene in den arabischen Staaten.